# Козаченко Андрій Євгенович
Андрій Євгенович Козаченко — старший солдат Збройних Сил України, учасник російсько-української війни, що загинув у ході російського вторгнення в Україну в 2022 році.

## Життєпис
Андрій Козаченко народився 1985 року. Закінчив Чернігівський національний технологічний університет. Брав участь у фестивалях КВК. Також палко вболівав за чернігівській футбольний клуб «Десна», виїжджаючи на ігри по всій Україні. Чернігівські ультрас його звали на псевдо «Шериф». Перебував на київському Майдані під час Революції Гідності, брав участь у сутичках з силовиками. До цього мав невеличкий бізнес разом з батьком — власну кав'ярню. З початком повномасштабного російського вторгнення в Україну 27 лютого став до лав територіальної оборони. За день, 28 лютого, під час обстрілу мікрорайону ЗАЗ отримав осколкове поранення, несумісне з життям. Його доставили до обласної лікарні, лікарі намагалися прооперувати, однак його врятувати так і не змогли. 1 березня 2022 року Андрій Козаченко помер. Похований на кладовищі Ялівщина в Чернігові після повернення батьків, які до травня 2022 року перебували в евакуації у м.Київ..

## Родина
У загиблого залишилися батьки, він не був одружений.

## Нагороди
- Орден «За мужність» III ступеня (2022, посмертно) — за особисту мужність і самовіддані дії, виявлені у захисті державного суверенітету та територіальної цілісності України, вірність військовій присязі[3]

## Увічнення пам'яті
У рамках дерусифікації на честь Андрія Козаченка пропонували назвати вулицю Гагаріна у селі Чистий Колодязь на Чернігівщині. Втім, після виступу Валентини Чуб на громадських слуханнях з питань перейменування,  яка заявила, що "Андрій Козаченко ніякого відношення  не має до Чистого Колодязя" , мешканці села одностайно проголосували за перейменування вулиці Гагаріна на вулицю Миру.